# Richard Wettstein
Richard Wettstein (né Richard von Wettstein von Westersheim) est un botaniste autrichien né le 3 juin 1863 à Vienne et mort le 10 août 1931 à Trins dans le Tyrol.

## Biographie
Wettstein fut professeur à Prague à partir de 1892 et à Vienne à partir de 1900.
Il était spécialisé dans les Ptéridophytes, Mycologie, Algues et Spermatophytes.
Il est l'auteur d'une des grandes classifications classiques des plantes, appelée classification de Wettstein. Il a eu comme élève Heinrich von Handel-Mazzetti.

## Hommage
En 1962, l'Autriche a émis un billet de 50 shillings à son effigie.